# Clubiona abboti
Clubiona abboti là một loài nhện trong họ Clubionidae.
Loài này thuộc chi Clubiona. Clubiona abboti được Ludwig Carl Christian Koch miêu tả năm 1866.